# Gene Nelson
Gene Nelson (ur. 24 marca 1920, zm. 16 września 1996) – amerykański scenarzysta, aktor i reżyser filmowy.

## Filmografia
reżyser
- 1962: Ręka śmierci
- 1964: Kochający się kuzyni
- 1966: Where's Everett
- 1967: The Cool Ones

aktor
seriale
- 1947: Kraft Television Theatre
- 1954: Climax! jako Jess Shepard
- 1972: Ulice San Francisco
- 1984: Napisała: Morderstwo jako Louis Metcalf

film
- 1943: To jest armia jako tancerz
- 1950: Herbatka we dwoje jako Tammy Trainor
- 1961: 20,000 Eyes jako Dan Warren
- 1981: S.O.B. jako Clive Lytell

scenarzysta
- 1964: Kochający się kuzyni
- 1967: The Cool Ones

## Nagrody i nominacje
Został nominowany do nagrody WGA, a także posiada swoją gwiazdę na Hollywoodzkiej Alei Gwiazd.